# Hibiscus gilletii
Hibiscus gilletii är en malvaväxtart. Hibiscus gilletii ingår i Hibiskussläktet som ingår i familjen malvaväxter.

## Underarter
Arten delas in i följande underarter:
- H. g. gilletii
- H. g. hiernianus
- H. g. lundaensis